# Sybra regalis
Sybra regalis là một loài bọ cánh cứng trong họ Cerambycidae.